# Karlijn Swinkels
Karlijn Swinkels (* 28. Oktober 1998 in Veghel) ist eine niederländische Radrennfahrerin.

## Sportlicher Werdegang
Swinkels begann mit dem Radsport bei den Vereinen WV Uden und De Bergklimmers. 2015, in ihrer ersten Saison als Juniorin, wurde sie bei den niederländischen Meisterschaften jeweils Dritte in Straßenrennen und Einzelzeitfahren und wurde in die Nationalmannschaft für die Europameisterschaften und Weltmeisterschaften berufen. 2016 wurde sie Junioren-Weltmeisterin im Einzelzeitfahren und in ihrem Heimatort Handel begeistert empfangen. Kurz danach unterzeichnete sie ihren ersten Vertrag bei einem UCI Women’s Team, der Mannschaft Parkhotel Valkenburg.
2019, inzwischen für Alé Cipollini startend, gewann sie bei der Vuelta a Burgos Feminas ihren ersten Sieg in der Elite. Nebenbei betrieb sie einige Jahre lang Cyclocross während der Wintersaison, aber ohne bedeutende Ergebnisse. Zur Saison 2021 wechselte sie zum neu gegründeten Team Jumbo-Visma. Ihre bislang erfolgreichste Saison hatte sie 2023. Nach Platz vier bei Gent–Wevelgem im Frühjahr gewann sie im September zunächst die Bergwertung bei der Simac Ladies Tour, dann während der Tour de la Semois beide Etappen sowie die Gesamtwertung. Nach Ende der Saison 2023 wechselte sie zum UAE Team ADQ.

## Erfolge
2016
 Einzelzeitfahren (Juniorinnen)
2019
eine Etappe Vuelta a Burgos Feminas
2023
Bergwertung Simac Ladies Tour 2023
Gesamtwertung, beide Etappen und Punktewertung Tour de la Semois
2024
Punktewertung Thüringen Ladies Tour
Grand Prix de Wallonie
Gesamtwertung und Punktewertung Tour de la Semois
2025
Trofeo Oro in Euro